# 丘爾達米爾區
丘爾達米爾區是阿塞拜疆的一個區，位於該國中部，南界庫拉河。面積1,631.5平方公里，2008年人口为17,800人。首府丘爾達米爾。
1930年建區。